# Boeing Business Jet
Boeing Business Jet é uma família de aviões executivos da Boeing que no início abrangia somente os modelos da série 737 de aviões comerciais. Posteriormente foram incluídos no programa versões BBJ dos modelos 787 e 747-8 Intercontinental.

## Especificações (BBJ1)
Dados de: Wikipédia anglófona
Descrições gerais
- Tripulação: 4
- Comprimento: 33,63 m (110 ft)
- Envergadura: 35,79 m (120 ft)
- Altura: 12,57 m (41 ft)
- Peso vazio: 42 895 kg (94 600 lb)
- Peso de decolagem: 77 560 kg (171 000 lb)

Motorização
- Número de motores: 2x
- Tipo do motor: Turbofans
- Fabricante/modelo: CFM International CFM56-7
- Empuxo por motor: 11 974 kgf (26 400 lbf)

Performance
- Velocidade máxima: 890 km/h (553 mph)
- Velocidade de cruzeiro (Mach): 0.82 Ma
- Velocidade total em Mach: 0.82 Ma
- Velocidade total em Nó: 481 kn (891 km/h)
- Alcance: 11 480 km (7 130 mi)
- Tecto de serviço: 12 496 m (41 000 ft)